# 常磐公園

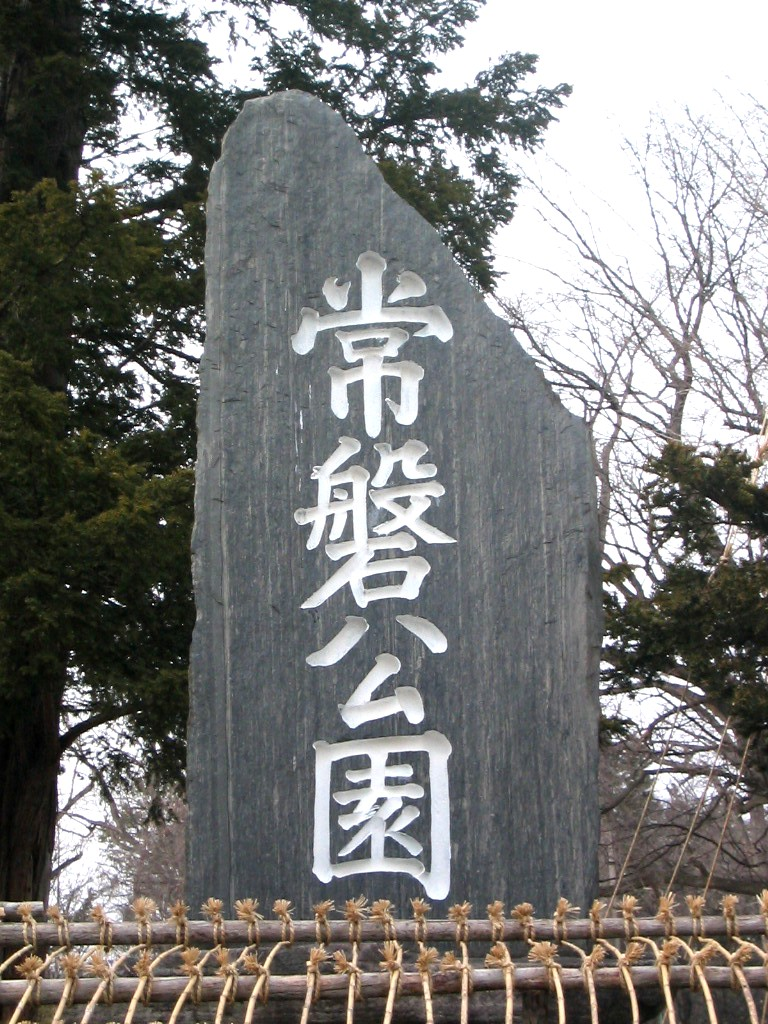
常磐公園碑（2010年4月）

常磐公園（ときわこうえん）は、北海道旭川市にある公園・地名。「旭川八景」、「日本の都市公園100選」選定。

## 概要
旭川市で初めて開設された公園。市内中心部に位置し文化芸術の拠点となっているほか、隣接する旭川リベラインパーク（石狩川河川敷）とともに各種イベントに利用される。なお、付近の地名などは「常盤」と表記するが公園名は「常磐」である。これは、1928年（昭和3年）の園名碑設置時に揮毫した字の間違いがそのまま公園名として決まったという説や、割れることを連想させる「皿」よりも壊れにくい「石」の字を用いたという説、1919年（大正8年）陸地測量部（現在の国土地理院）発行の地図による付近の町名には「常磐通」と書かれているためこれを採用したという説がある。

## 歴史
1890年（明治23年）に村が置かれた旭川は、屯田兵の配備や北海道官設鉄道上川線の旭川延伸、第七師団の移住によって発展し、1901年（明治34年）に町に昇格した。その際に設置した「町村制実施準備委員会」において公園造成を決議したが、着手に至らないまま日露戦争が始まった。1908年（明治41年）には「近文衛戍地分離独立問題」が起こり第七師団が旭橋を境に分離独立する動きを見せたが、1910年（明治43年）に「旭川町対第七師団協定書」を締結して問題が解決した。協定書には、「旭川町中島に公園を整備し、居住者の和楽を増進する事」が明記されており、市街地と第七師団の中間地点を町民と師団の親睦の場として活用することにした。同年には星野勇三に設計を委託して公園造成が始まった。1916年（大正5年）に基礎工事を終えて開園した。1928年（昭和3年）に設置された園名碑は、時の第七師団長・渡辺錠太郎陸軍中将（二・二六事件で反乱軍に殺害された）の揮毫によるもので、周囲の地名「常盤」と異なり「常磐公園」と記されており、旭川市の定める本園の名称も「常磐公園」である。

### 年表
- 1910年（明治43年）：開設[2]。
- 1913年（大正02年）：冷害救済対策として池の掘削開始。
- 1916年（大正05年）：開園[9]。
- 1918年（大正07年）：茶店の設置、池水面遊水船業（ボート）等の許可。牛朱別川が氾濫し、公園一帯が荒廃。
- 1924年（大正13年）：上川神社頓宮造営[10]。
- 1928年（昭和03年）：山崎政五郎が御大典記念として第七師団長・渡辺錠太郎の揮毫による「常磐公園碑」を師団通入口に設置[7]。
- 1931年（昭和06年）：牛朱別川切替工事完了[3]。
- 1950年（昭和25年）：市立旭川天文台開設[11]。『北海道開発大博覧会』開催[12]。博覧会終了後、展示施設「開発館」の骨組みを旭川市体育館に転用[13]。
- 1954年（昭和29年）：昭和天皇、香淳皇后が行幸啓[14]。
- 1958年（昭和33年）：旭川市公会堂開館[15]。
- 1960年（昭和35年）：『旭川冬まつり』初開催[3]。
- 1963年（昭和38年）：旭川市青少年科学館開館[16]。
- 1966年（昭和41年）：『第21回国民体育大会』冬季大会開会式会場になる[3]。
- 1972年（昭和47年）：風雪の群像爆破事件が起きる[17]。
- 1979年（昭和54年）：旭川市体育館が「旭川市総合体育館常磐分館」と改称。
- 1982年（昭和57年）：北海道立旭川美術館開館[18]。
- 1989年（平成元年）：「日本の都市公園100選」選定。
- 1990年（平成02年）：石狩川治水学習館（川のおもしろ館）開館（2013年閉館）[19]。
- 1994年（平成06年）：総合体育館常磐分館跡地に旭川市中央図書館開館[9]。
- 1997年（平成09年）：「旭川八景」選定。
- 2005年（平成17年）：天文台、青少年科学館が北彩都あさひかわへ移転し、「旭川市科学館 サイパル」と改称。
- 2007年（平成19年）：旧青少年科学館を「旭川市常磐館」と改称。
- 2009年（平成21年）：旭川市常磐館内に旭川文学資料館開館[20]。
- 2011年（平成23年）：「北の造園遺産」選定[21]。
- 2013年（平成25年）：「川のおもしろ館」は民主党の事業仕分けの煽りを受け閉館。

## 施設
- 自由広場
- 千鳥ヶ池（水上デッキ）
- 上川神社頓宮
- 白鳥の池
- プール
- 軟式テニスコート
- 遊戯広場
- 管理事務所
- 石碑・野外彫刻
- 北海道立旭川美術館
- 旭川市中央図書館

- 旭川市公会堂
- 旭川市常磐館
  - 放送大学旭川サテライトスペース[22]
  - 旭川文学資料館

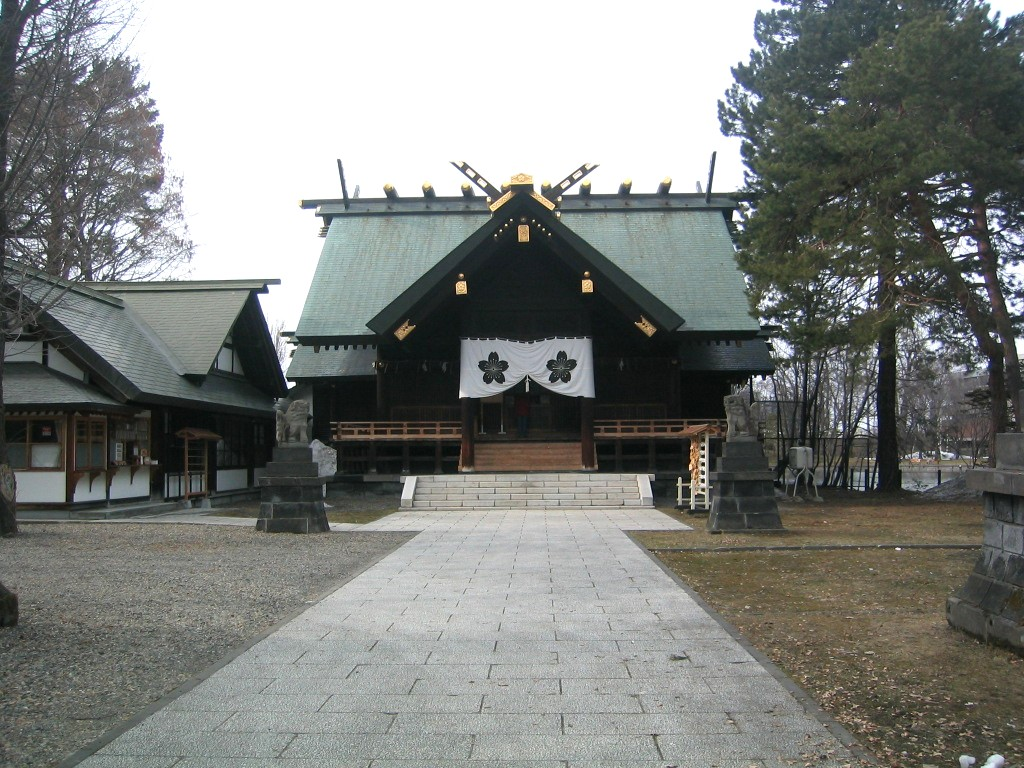
上川神社頓宮（2010年4月）
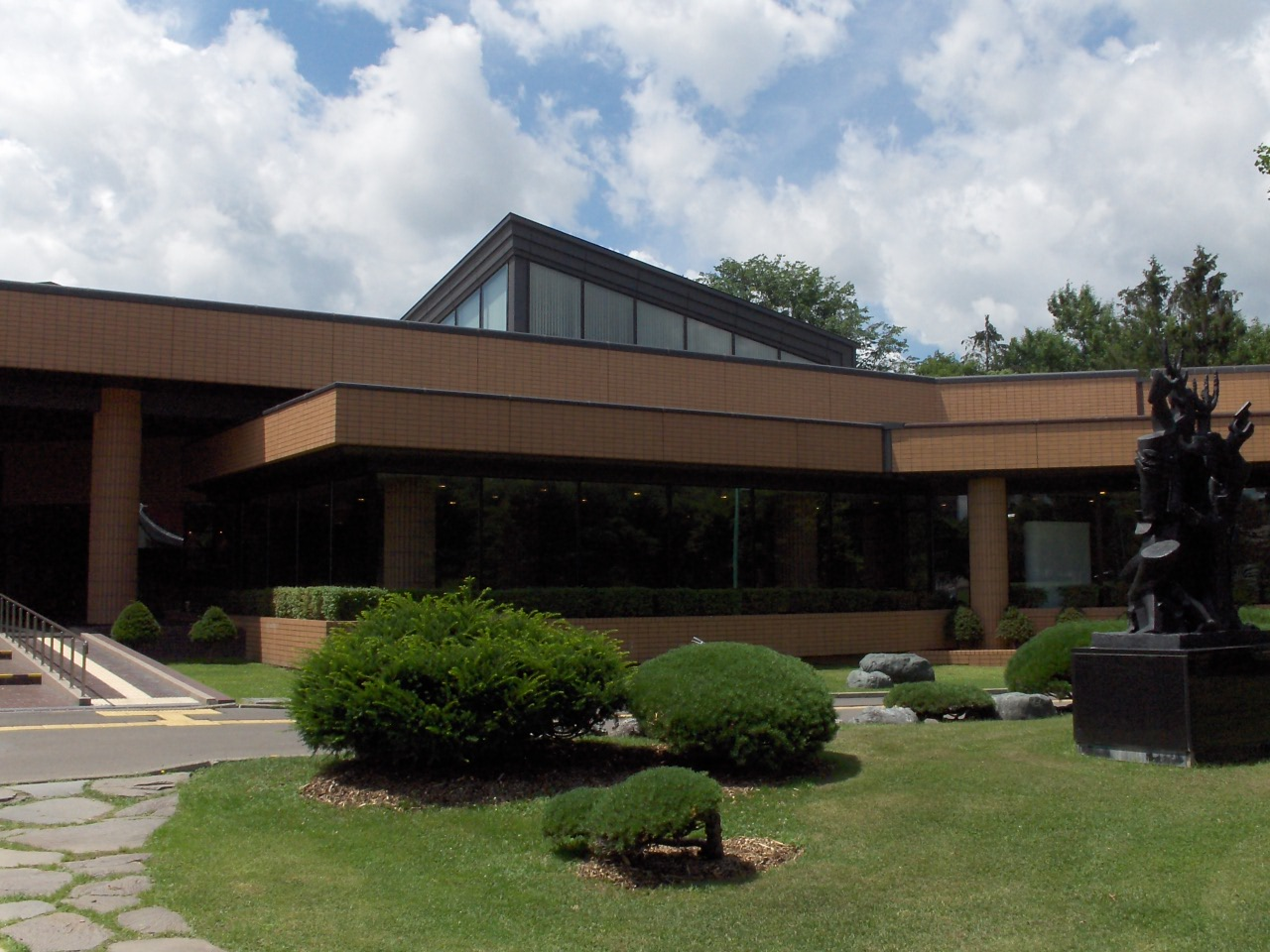
北海道立旭川美術館（2006年7月）
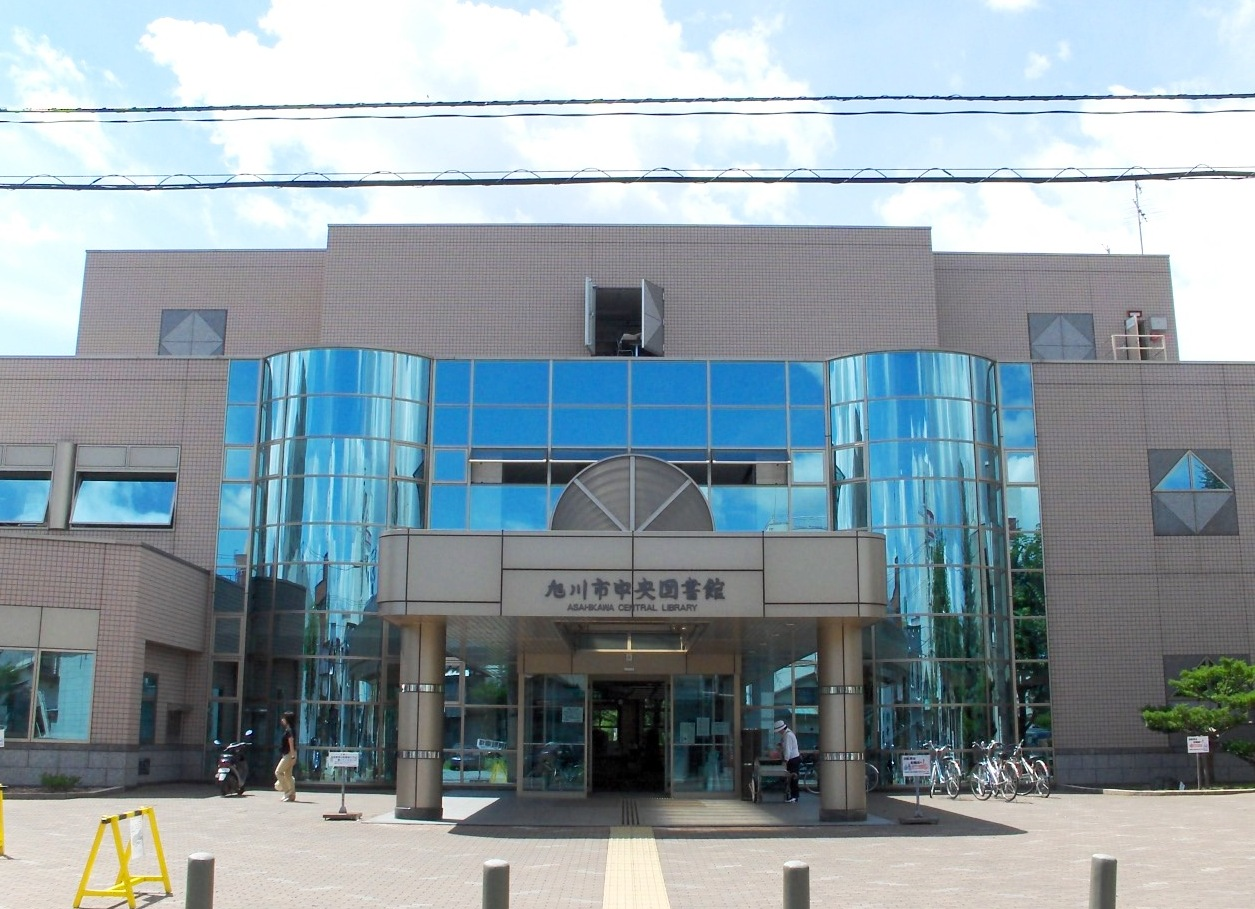
旭川市中央図書館（2007年）
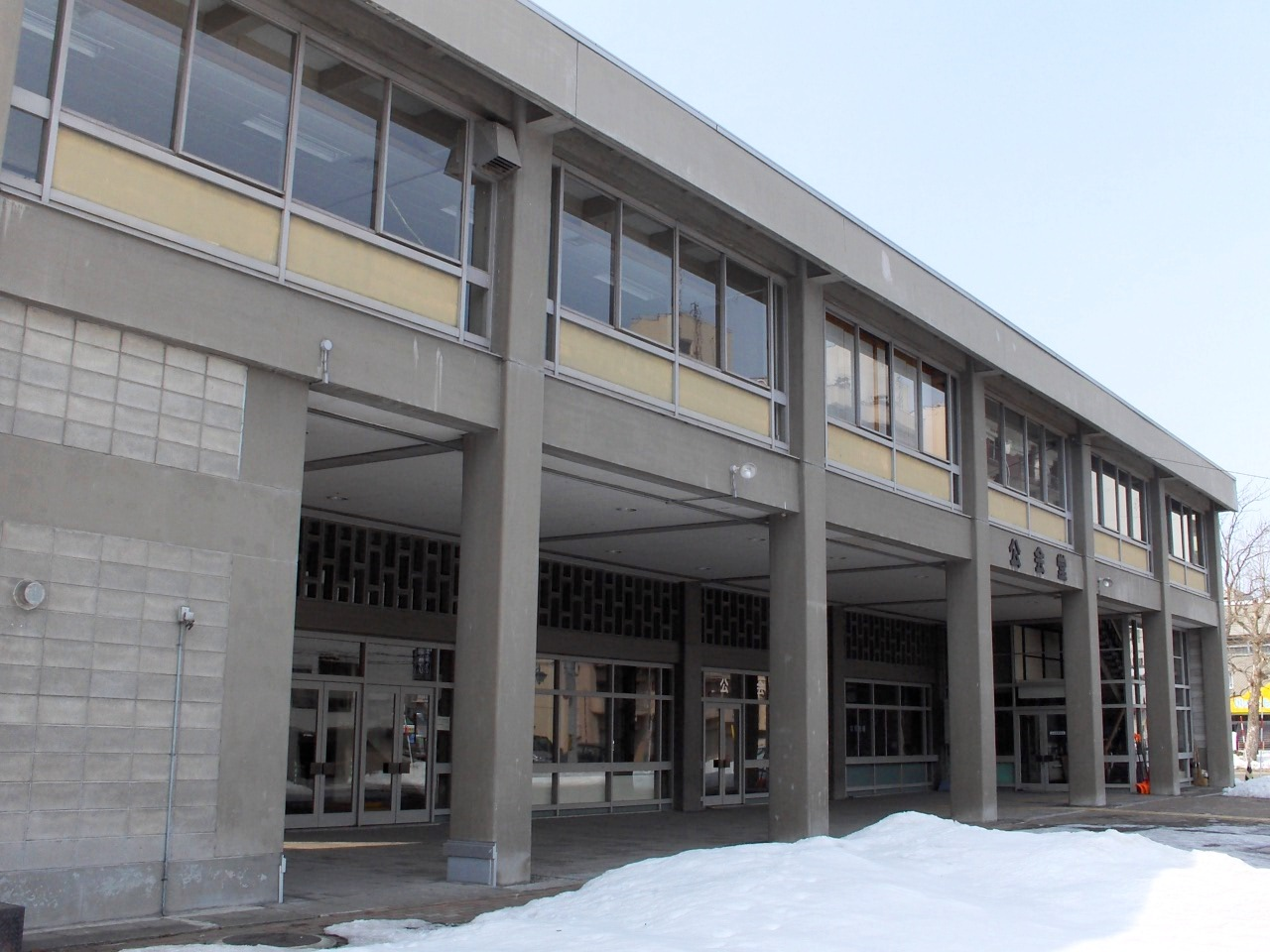
旭川市公会堂（2007年）

## 石碑・野外彫刻
石碑
- 小熊秀雄詩碑
- 今野大力詩碑
- 旭川開拓村記念碑
- 御大典記念碑
- 草分碑・遺芳千載
- 天皇皇后両陛下植樹記念碑
- 植樹寄贈碑
- 友好都市提携12周年記念碑
- 魚鳥記念碑
- 本田新美顕彰碑・副碑
- 岩村通俊之像・歌碑
- 旭川消防組記念碑
- 常磐公園碑
- 永山武四郎之像
- 西本一都句碑
- 行幸啓記念碑
- 大塚千々ニ句碑

野外彫刻
- 永山武四郎之像（北村西望作）
- 岩村通俊之像（田村史郎作）
- 風雪の群像（本郷新作）
- 傾くかたち'84（山口牧生作）
- 風の塔NO.8（大成浩作）
- 地（空充秋作）
- 生きる（空充秋作）
- 行列（三木俊治作）
- 人間の森（オシップ・ザッキン作）
- 雄弁（アントワーヌ・ブールデル作）

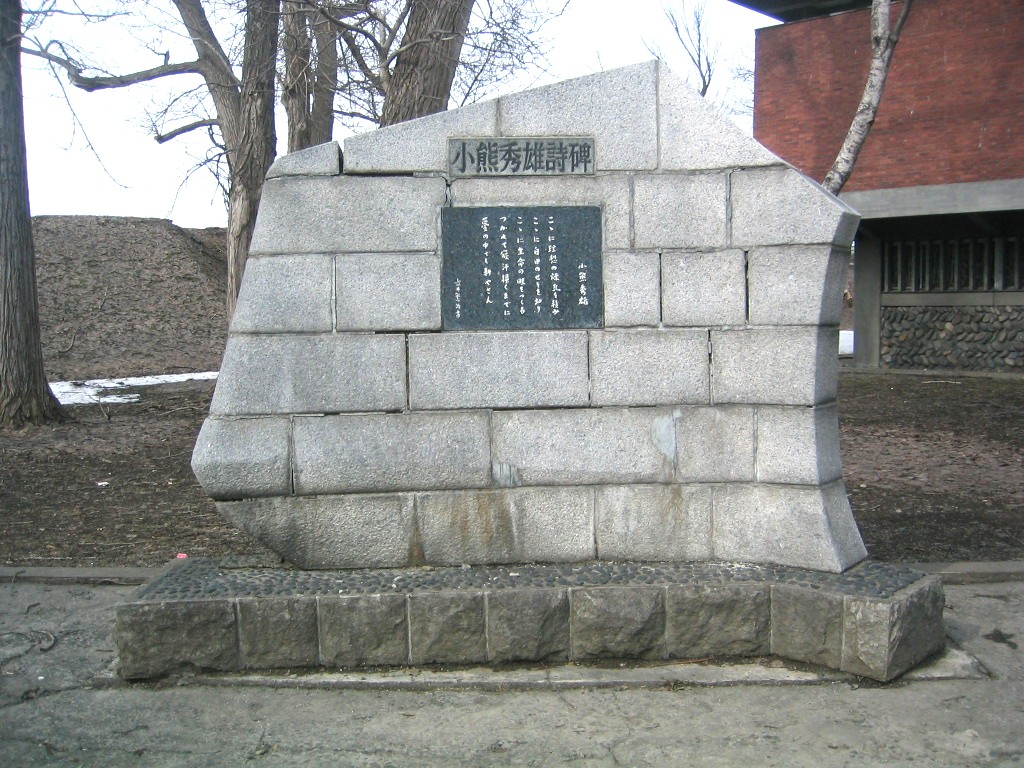
小熊秀雄詩碑（2010年4月）
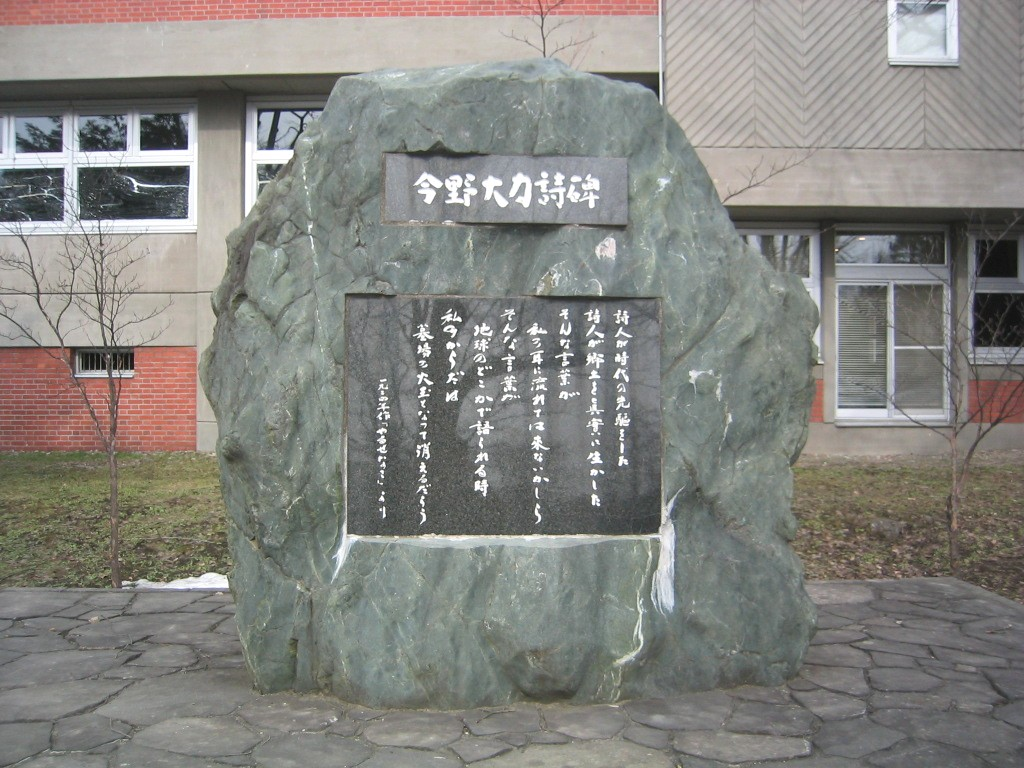
今野大力詩碑（2010年4月）
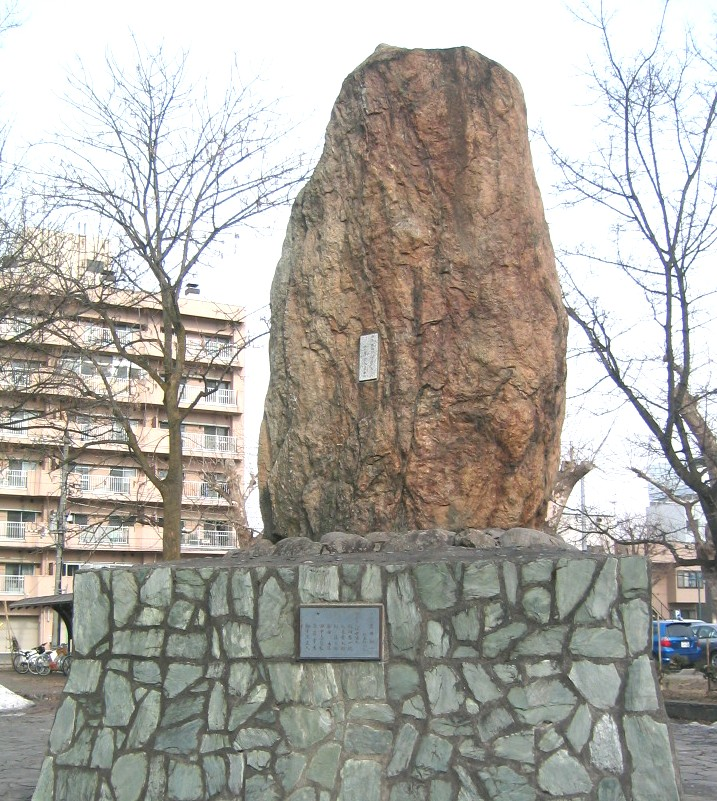
旭川開拓村記念碑（2010年4月）
永山武四郎之像（2006年7月）
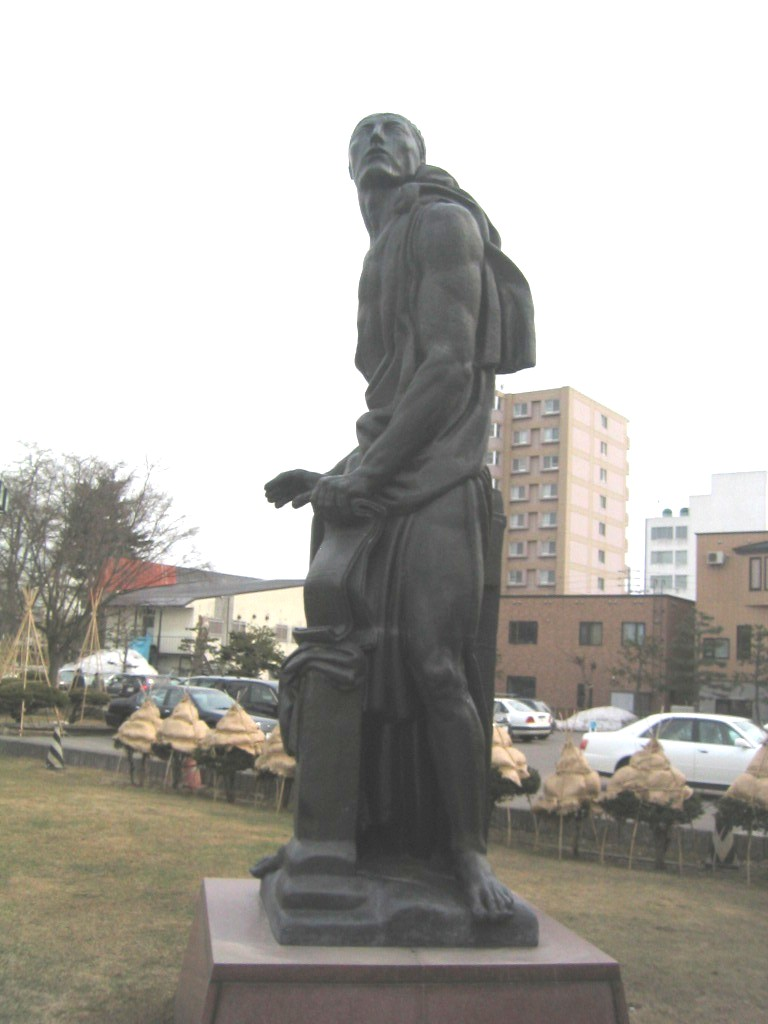
雄弁（2010年4月）

## 参考資料
- “常磐公園” (PDF).   旭川市公園緑地協会 (2011年). 2015年9月7日閲覧。
- “ロシアパンいただきました!&ワタシの好きな旭川・常磐公園スペシャル①”.  NHK旭川放送局 (2011年8月1日). 2015年9月8日閲覧。
- “ワタシの好きな旭川・常磐公園スペシャル③”.   NHK旭川放送局 (2011年8月30日). 2015年9月8日閲覧。
- “映像セミナー④開催!&ワタシの好きな旭川・常磐公園スペシャル④”.   NHK旭川放送局 (2011年9月13日). 2015年9月8日閲覧。
- “常磐公園 〜百年の記憶〜” (PDF).   旭川市公園緑地協会 (2016年). 2017年7月2日閲覧。